# واتیکنز (کلرادو)
واتیکنز (به انگلیسی: Watkins) یک منطقهٔ مسکونی در ایالات متحده آمریکا است که در کلرادو واقع شده‌است. واتیکنز ۷۰٫۲ کیلومتر مربع مساحت و ۶۵۳ نفر جمعیت دارد و ۱٬۶۸۴ متر بالاتر از سطح دریا واقع شده‌است.